# Bernard Verdcourt
Bernard Verdcourt, född den 20 januari 1925, död den 25 oktober 2011, var en brittisk biolog och taxonom, mest känd som botaniker och forskare vid Royal Botanic Gardens, Kew. Innan han kom till Kew 1964 arbetade han för East African Herbarium under 15 år.
Trots att han främst är känd för sina studier av den östafrikanska floran har han även gjort betydande insatser inom afrikanska landlevande blötdjur och entomologi. 
År 2000 tilldelades Verdcourt Linnean Medal.
Auktorsnamnet Verdc. kan användas för Bernard Verdcourt i samband med ett vetenskapligt namn inom botaniken; se Wikipediaartiklar som länkar till auktorsnamnet.
|  | Wikispecies har information om Bernard Verdcourt. |